# مراكم (حوسبة)

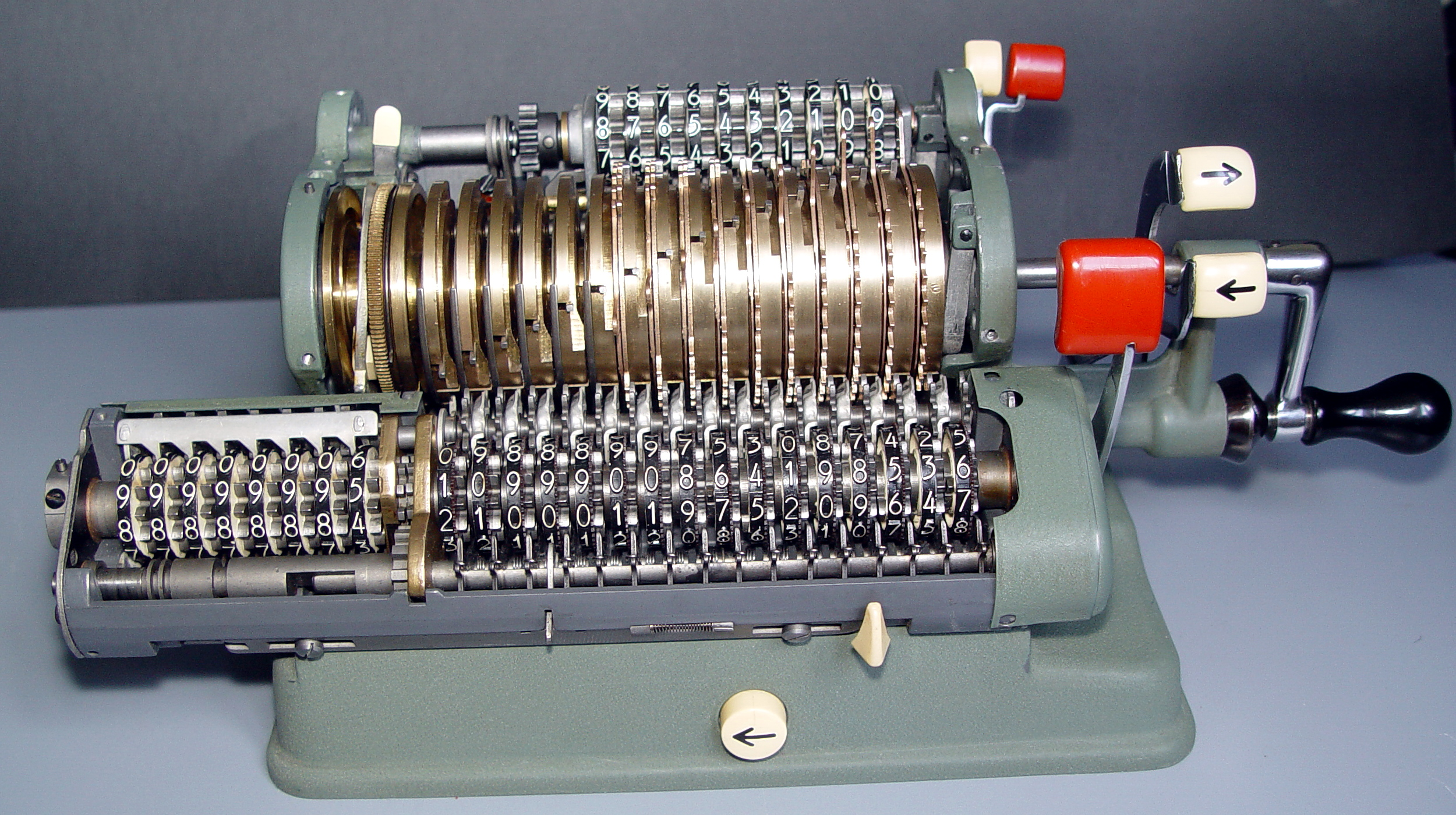
حاسبة مكنيّة اسمها فَلْتَر WSR-16. صف العجلات الرقمية في العربة (في المقدمة) هو المراكم.

المُراكم في وحدة المعالجة المركزية للحاسوب سجل معالج تُخزن نتائج الوحدة االحساب والمنطق المتوسطة.
دون سجل مثل المجمع سيكون من الضروري كتابة نتيجة كل عملية حسابية (الجمع الضرب الإزاحة وما إلى ذلك) في ذاكرة مخبية أو الذاكرة الرئيسية، ربما فقط لتُقرأ مرة أخرى لاستخدامها في العملية التالية.
يعد النفاذ إلى الذاكرة أبطأ من النفاذ إلى السجل مثل المراكم لأن التقنيات المستخدمة في الذاكرة الرئيسية الكبيرة أبطأ (ولكنها أرخص) من تلك المستخدمة في السجل. غالبًا ما تُقسم أنظمة الحاسوب الإلكترونية المبكرة إلى مجموعتين، التي تحتوي على مراكم والتي لا تحتوي عليها.